# Mistrzostwa Ameryki Północnej, Środkowej i Karaibów w Piłce Siatkowej Kobiet 1969
I Mistrzostwa Ameryki Północnej, Środkowej i Karaibów w piłce siatkowej kobiet odbyły się w 1969 roku w mieście Meksyk. W mistrzostwach wystartowało 8 reprezentacji. Mistrzem została po raz pierwszy reprezentacja Meksyku.

## Klasyfikacja końcowa
| Miejsce | Reprezentacja     |
| ------- | ----------------- |
|         | Meksyk            |
|         | Kuba              |
|         | Stany Zjednoczone |
| 4.      | Kanada            |
| 5.      | Haiti             |
| 6.      | Portoryko         |
| 7.      | Panama            |
| 8.      | Gwatemala         |